# Kelly Jonker
Pour les articles homonymes, voir Jonker.
Kelly Maria Jonker (née le 23 mai 1990 à Amstelveen) est une joueuse de hockey sur gazon néerlandaise, sélectionnée en équipe des Pays-Bas de hockey sur gazon féminin à 120 reprises au 29 octobre 2016. 
Elle est sacrée championne olympique en 2012 et vice-championne olympique en 2016. Elle est aussi championne du monde en 2014, vice-championne du monde en 2010 et vice-championne d'Europe en 2015.